# Cerro Bustamante
Cerro Bustamante es una montaña de la Cordillera de la Costa, es visible desde todo Santiago, se ubica en la zona poniente de la Región Metropolitana de Santiago, Chile.
Desde su cumbre es posible ver algunas de las mayores cumbres de Los Andes como el Aconcagua apareciendo como una notable montaña de forma cónica, el Cerro Mercedario y el Volcán Tupungato.